# 松本竣介
松本 竣介（まつもと しゅんすけ、1912年4月19日 - 1948年6月8日）は、日本の洋画家。太平洋戦争が始まる8ヶ月前の1941年（昭和16年）4月、軍部による美術への干渉に抗議して、美術雑誌『みづゑ』437号に「生きてゐる画家」という文章を発表したことはよく知られている。都会の風景やそこに生きる人びとを、理知的な画風で描いた。

## 概要
1912年（明治45年）に東京府渋谷に生まれ、その後、岩手県で育った。17歳になる年に再び上京し、その後は東京で絵を描き続けた。一方、文筆活動の活発だった画家でもある。中学にあがった時に聴力を失った。1944年（昭和19年）制作の作品以降、名前の文字を、本名の「俊介」から「竣介」に改めた。
松本竣介はかつて、『みづゑ』昭和16年4月号において発表した文章「生きてゐる画家」
と、戦後、画壇の民主化を提言した「全日本美術家に諮る」によって反戦抵抗の画家とみなされた時期があったが、戦中の国是だった高度国防国家建設に反対でなかったことや戦意高揚のポスターを描いたことがわかっており
、
現在はそのような視点に立つ人は少なくなった。

## 生涯

### 幼少期
1912年4月19日に渋谷で生まれた。父勝身、母ハナの二男である。2歳年長の兄彬がいた。1936年（昭和11年）に結婚する以前の旧姓は「佐藤」（松本禎子と結婚して松本姓となった）。竣介は父親がりんご酒醸造業に参加したのに伴い、満2歳の時に岩手県花巻へ、10歳の時に同県盛岡市へ移った。盛岡は父勝身の故郷である。
実家が豊かだったので岩手師範付属小学校に通い、1925年(大正14年）小学校を首席で卒業、岩手県立盛岡中学校(現岩手県立盛岡第一高等学校)に1番の成績で入学した。入学式の前日に頭痛を訴えたが、無理を押して入学式に出席、翌日の朝に脳脊髄膜炎と診断された。この病気が原因で聴力を失った。初秋に退院し、10月から登校した。
父の勝身は竣介を陸軍士官学校に入れたいと思っていたが、竣介自身は技師になりたいと考えていた。耳が聴こえなくなったことで軍人への道が断たれたため、勝身は竣介の希望通り技師の道へ進ませることを考え、竣介にカメラ、現像・焼きつけの器具を買い与えた。しばらくは熱中していたが、やがてカメラに対する興味を失った。竣介が2年の時に、兄彬が卒業後上京し府立一中の補習科へ通いだした（彬の上京は東京外国語大学進学のためであった）。その時に、油絵の道具一式を求めて郷里の弟へ送った。これがきっかけで絵を描くようになった。中学2年の夏頃からスケッチに熱中するようになり、3年の時には学校に絵画倶楽部を作った。次第に絵の道を志すようになった。

### 太平洋画会研究所
1929年（昭和4年）3月20日、盛岡中学を3年で中途退学して上京した。小学校の恩師佐藤瑞彦が、当時は池袋にあった自由学園に勤めていたため、その尽力で佐藤の隣家に家を借りて生活するようになった。そこから太平洋画会研究所（のち「太平洋美術学校」に改称）へ通い始めた。当時、この研究所では授業料の未払いをめぐって画学生と経営者側で対立が続いており、1930年(昭和5年)晩秋に研究所から学校へ衣替えして、太平洋美術学校として再スタート、竣介は引き続きこの学校に通った。この研究所には靉光、井上長三郎、鶴岡政男も通っていたが（美術学校に衣替えしてからは通わなくなった）、当時は互いの面識はなかった。太平洋美術学校では鶴田吾郎の指導を受けたが、今ひとつ惹かれるものがなかったようである。10月に起きた世界恐慌のあおりで、勝身が経営する銀行が破産の危機に見舞われた。
美術学校に通っている間は、しばしば近くの茶房「りゝおむ」に集まって仲間と議論した。当時、竣介はフルポンのあだなで呼ばれていた。当時の竣介は、モディリアニの生き方に傾倒していた。「赤荳（あかまめ）」という名のグループを作って活動していたが、この名は、モディリアニをモデルにして書かれたジョルジュ=ミッシェル作の伝記小説『レ・モンパルノ(Les Montparnos)』（第三書院、1932年）の中に出てくる少女アリコ・ルージュを日本語に訳したものである。仲間の中にはマルクス主義者も混じっていて、階級的芸術論を説いてオルグしていたので、その理論を勉強するために「太平洋近代藝術研究会」と名付けた会を作って『線』という雑誌(第1号は昭和6年9月刊)を出した。竣介はマルクス主義的芸術論には共感できず『線』は2号で終刊した。
1932年になると、この頃に池袋で林立しつつあったアトリエを仲間と共同で一軒借り、ここで絵画の制作を行うようになった。この時、モデルの岩本政代と恋愛関係になったが、それが原因で仲間の間にわだかまりができ、共同アトリエは5ヶ月で解散した。この共同アトリエの時期に郷里で徴兵検査を受けたが、耳が聞こえないので兵役免除になった。アトリエ解散後は兄の彬の新居で一緒に暮らすことになった。

### 二科入選、野田英夫、結婚

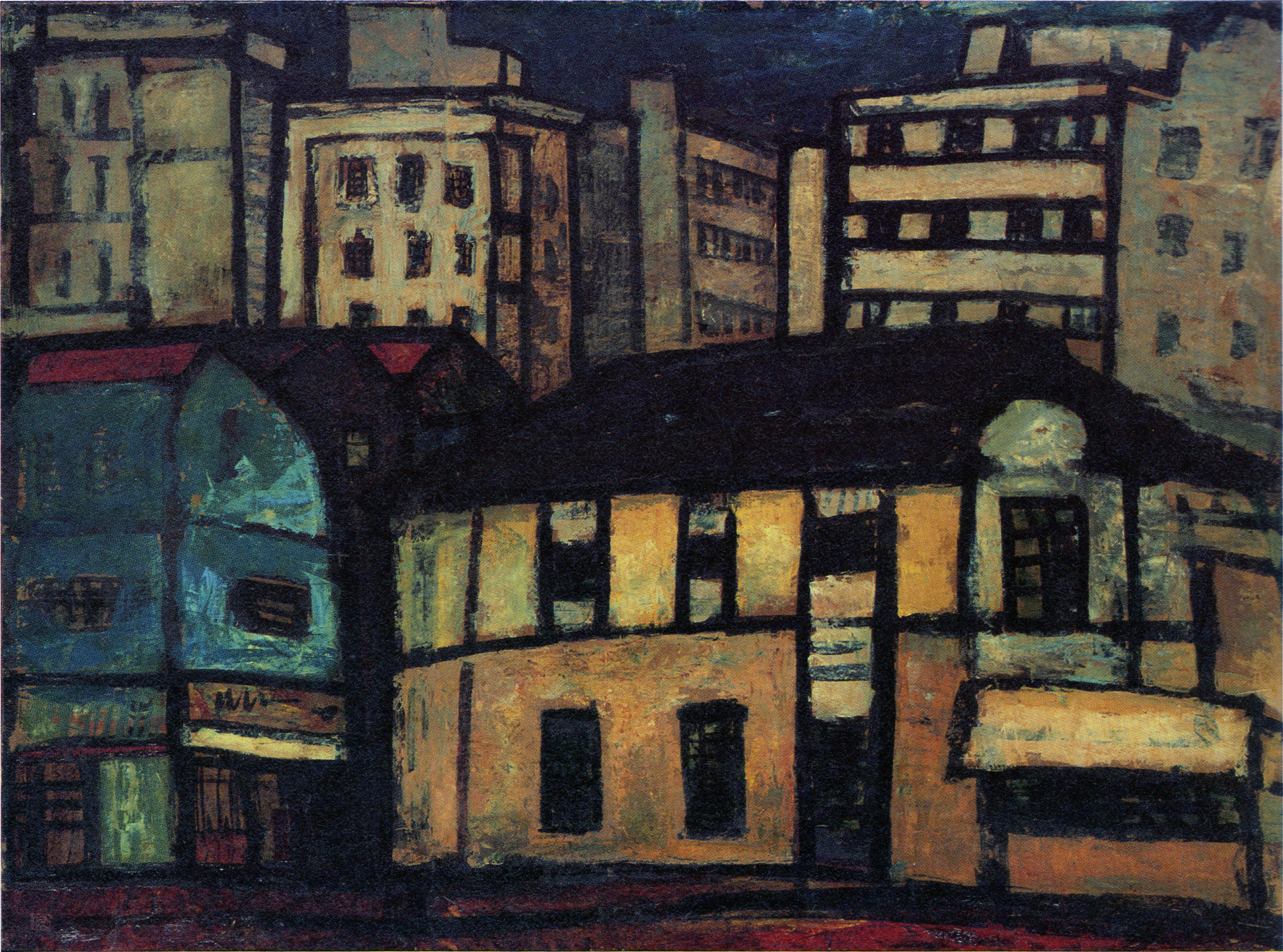
『建物』（第22回二科展入選作）
神奈川県立近代美術館蔵

父勝身はもとはキリスト教徒だったが、日蓮宗に改宗し、その後さらに生長の家の信者になった。また、父が熱心に勧めた影響で兄の彬も生長の家の熱心な信者になった。創始者の谷口雅春が芸術雑誌『生命の藝術』（昭和8年創刊）を出すことを彬に話したため、その編集を任せようと竣介を誘った。1930年頃のことである。
しかし、当初竣介はこの話には乗り気ではなく、編集を承諾したのはそれから3年後だった。兄とともに編集を始め、1936年まで続けた。この仕事場で、後の妻松本禎子と知り合った。1933年（昭和8年）には、共同アトリエ時代の仲間を介して靉光と知己を得た。
1935年、鶴岡政男らが作ったNOVA美術協会の展覧会に出品、すぐに同人に推薦された。同年秋、二科展に初入選した自分の絵『建物』（1935年 油彩・板に紙 97.8×130.5cm 、神奈川県立近代美術館蔵）を禎子に見せるため上野の美術館に行き、そこで初めて野田英夫の作品『帰路』『夢』に触れ、その後しばらく影響を受ける。翌1936年の二科展に出品した『街』（油彩・板、131×163cm、大川美術館蔵）は野田の影響の濃い作品だった。また、1937年1月に野田英夫が急逝した際、限定500部で発行された野田の作品集（入手できたのは200番の作品集だった）を三円五十銭をはたいて買っている。

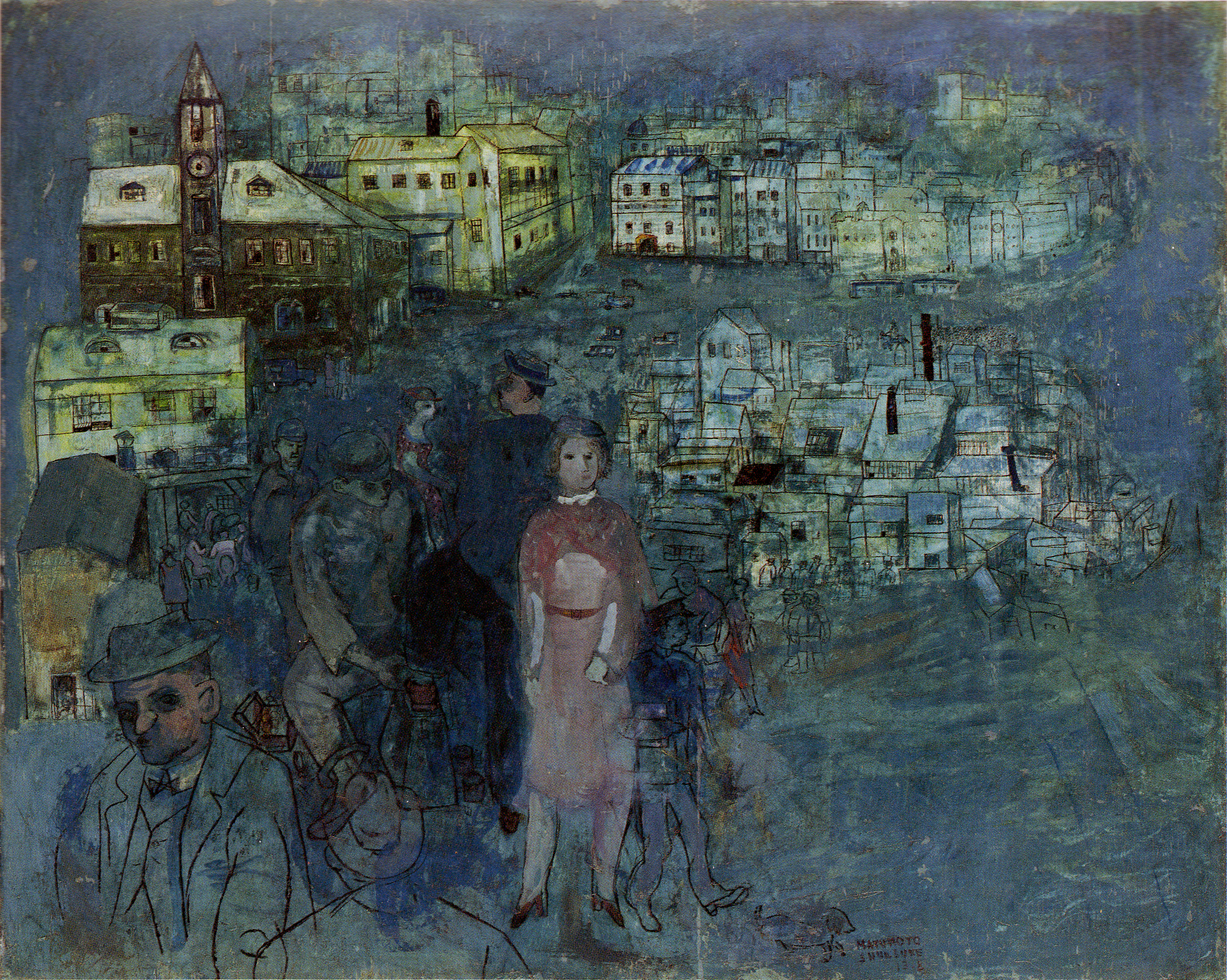
『街』
大川美術館蔵

禎子との結婚話は、父の勝身を通して松本家の恒(禎子の母)に持ち込まれた。当初松本家はこの結婚に反対で、その雰囲気を察して勝身は、竣介を松本家の養子に出してもいいと申し出た。1936年2月3日、東京会館で、生長の家の方式に則って結婚式が行われた。結婚当初は松本家に住んでいたが、間もなく別の借家に引越し、義母の恒、禎子の妹2人（泰子、栄子）と共に住んだ。借家は島津製作所の3代目社長島津源吉の夫人とみが建てたもので、130坪の土地にアトリエつき2階建ての瀟洒な洋館だった。
『生命の藝術』編集に携わっていた間、竣介は生長の家の信者だったが、宗教団体へ衣替えした頃から嫌気が差し、教祖の谷口に手紙を書いて訣別した。ほぼ同時期に、父の勝身、兄の彬、妻禎子や松本家の恒も脱会した。

### 『雑記帳』創刊
『生命の藝術』の編集をやめ、1936年10月、雑誌『雑記帳』を自分で編集して創刊する。資金は、彬の助力で賄われた。初版5千部で始めたがほとんど売れず、初版3千部まで縮小させるも資金的に維持できなくなり、『雑記帳』は1937年12月号、通巻14号で終了した。『雑記帳』には、無名の文人・画家ばかりでなく、現在でも著名な者も多数寄稿した。文人では、亀井勝一郎、佐藤春夫、瀧口修造、萩原朔太郎、室生犀星、三好達治、保田與重郎ら、画家では、池袋モンパルナスのグループの他には、里見勝蔵、東郷青児、藤田嗣治、安井曾太郎らが寄稿したり、絵を寄せたりしている。一方、1937年4月には第一子が誕生したが、早産だったため翌日に亡くなった。

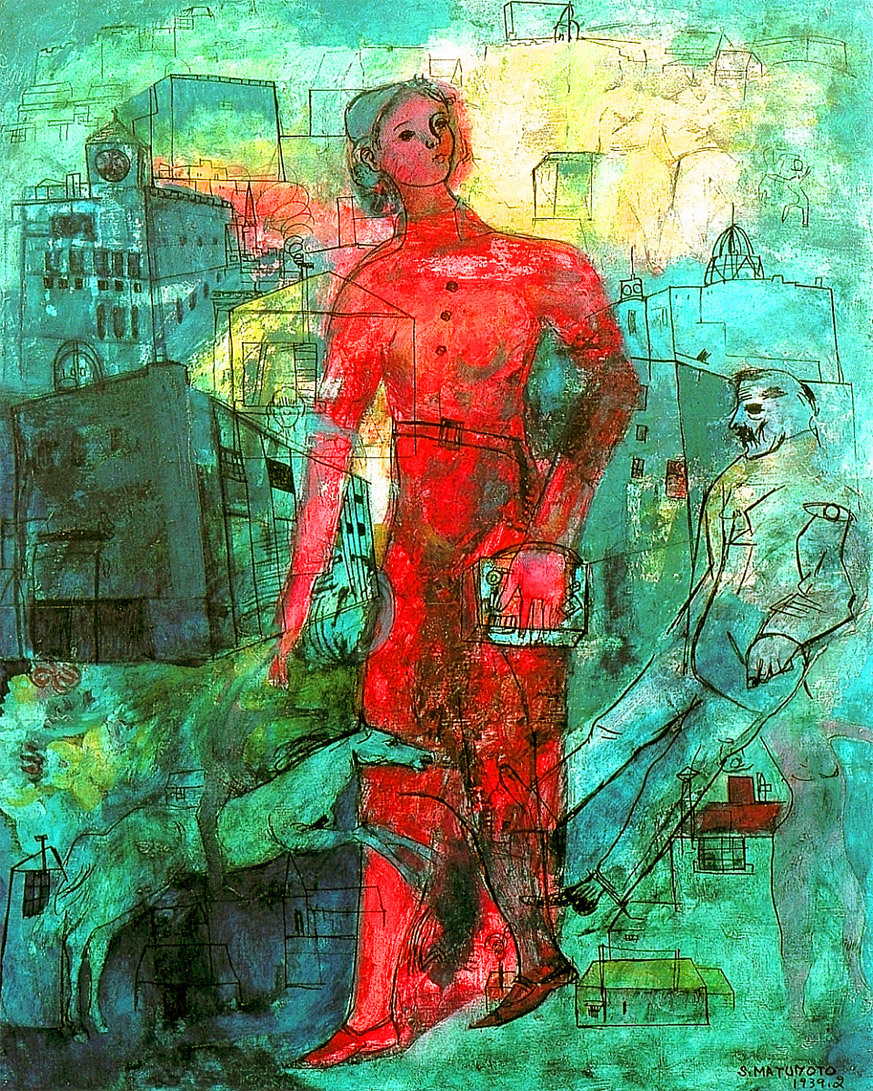
『都会』
（1939年2月、油彩・板に貼られた紙、72.8×60.6cm）個人像

1939年初め、故郷の人などの好意で後援会ができ、絵を売るための画会ができた。東郷青児や北川民次が推薦文を書いてくれたが、絵はあまり売れなかった。代わりに、故郷の友人達が世話してくれた、グラフ雑誌のカットの仕事のほか、美容院や喫茶店・カフェーの壁画の仕事で生計を立てた。
1939年7月、長男の莞（かん）が生まれた。1940年夏、二科展で特待を受ける。同年10月、初の個展を、銀座の日動画廊で3日間開いた。この個展には、『夕方』（1939年11月、油彩・板、53.2×72.9cm、個人蔵）、『茶の風景』（1940年3月、油彩・キャンヴァス、50.0×73.0cm、岩手県立美術館蔵)、『青の風景』（1940年、油彩・キャンヴァスボード、23.5×33.0cm、大川美術館蔵)、『落合風景』、『お濠端』(1940年7月、油彩・キャンヴァス、65.0×90.0cm、横須賀美術館蔵)、『黒い花』など30点を出品した。

### 「生きてゐる画家」
おそらく1940年の年も押し詰まってから、麻生三郎が『みづゑ』1941年1月号をもって竣介のアトリエを訪ねた。この号では、巻頭11ページにわたって、秋山邦雄少佐（陸軍省情報部）、鈴木庫三少佐（陸軍参謀本部情報部員）、黒田千吉郎中尉（陸軍省情報部）、批評家荒城季夫による座談会「国防国家と美術―画家は何をなすべきか―」（司会は『みづゑ』編集部員）が掲載されていた。竣介は既にこの号を読んでいたが、麻生とアトリエに籠って長時間ひそひそ話を行った。この時、麻生と何を話していたのかは、麻生も竣介も詳しく語っていないので詳細は不明である。その後『みずゑ』の社長に対して、反論を書きたいとかけあい、400字詰め原稿20枚の約束で話がまとまった。原稿は1ヶ月かけて書かれたあと『みずゑ』4月号に「生きてゐる画家」の題名で掲載された。タイトルは、石川達三の発禁小説『生きてゐる兵隊』を意識したものだと見られている。
この掲載後、竣介に尾行がつくようになった。「生きてゐる画家」へは、黒田千吉郎からの再反論「時局と美術人の覚悟」が『みずゑ』6月号に掲載された。ただし、「生きてゐる画家」を意識した文章ではあるものの松本竣介を名指しで批判してはいない。なお、「国防国家と美術」の全文が、針生一郎他編著『戦争と美術 1937-1945』244-251頁に再録されている。
1941年5月、友人の彫刻家舟越保武と盛岡のデパートで二人展を開く。同年、二科の会友に推される。この頃から、街を歩いて建物のスケッチをするようになる。また、藤田嗣治の技法を学ぼうとしていた。1941年9月、二科内のグループ「九室会」の航空美術展に『航空兵群』という絵を出品した。油彩で描いた戦争画は、これが唯一であるとみられる。2007年時点、「航空兵群」は所在不明であるため、当時の図版のモノクロ写真か複製でしか見ることができない。

### 新人画会

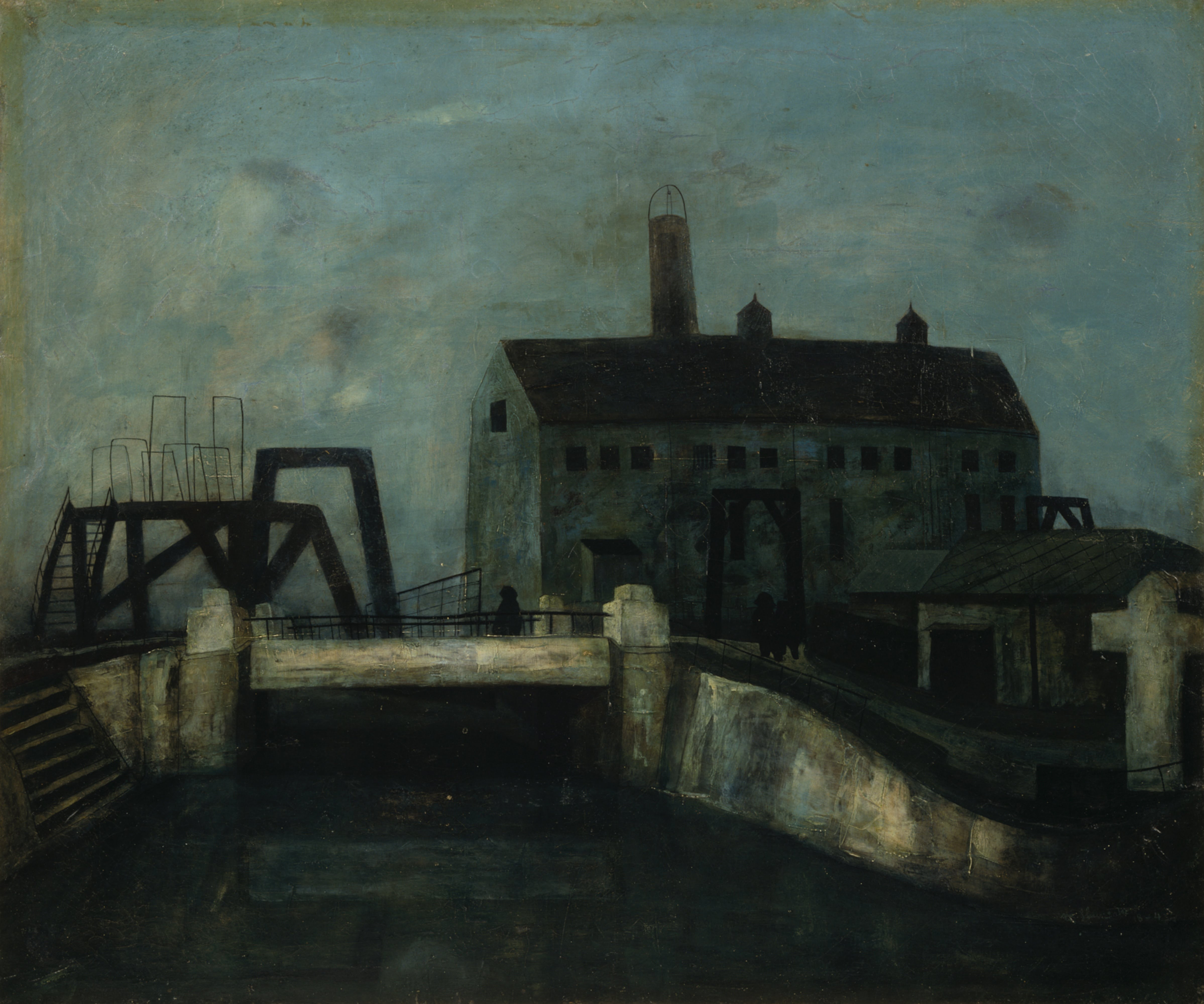
Y市の橋
(1943年、油彩・カンヴァス、61.0×73.0cm)
4点ある同タイトルの油彩画のうちの2番目の作品
東京国立近代美術館蔵

1943年春、池袋モンパルナスのアトリエ長屋に住んでいた井上長三郎を訪ね、絵画グループ結成の相談をする。井上のほか靉光、鶴岡政男、糸園和三郎、大野五郎、寺田政明、麻生三郎らとともに「新人画会」を結成。4月、銀座7丁目の日本楽器の2階にあった小さな画廊を借りて第1回新人画会展を10日間開き、竣介は『鉄橋付近』(1943年3月、油彩・カンヴァス、34.3×59.8cm、島根県立美術館蔵）や『運河風景』（1943年3月、油彩・カンヴァス、45.5×61.0cm、大川美術館寄託）など5点を出品した。会の事務所は、竣介の自宅に置かれた。当時は、展覧会と言えば戦争画というのが当たり前になっていたが、この展覧会では風景画や人物画ばかりが出品された。このことから、太平洋戦争後の一時期、新人画会は、日本でただ一つのレジスタンス画家集団と評されたことがあった。しかし、麻生、糸園、井上、寺田らの文章やインタビューによれば、実際にはそのような意図はなかった。
10月、岩手の翼賛文化報国会が主催した戦意昂揚展に3点のポスターを出品した。11月には、第一回展と同様、日本楽器の入っていた画廊で第二回新人画会点を6日間開いた。この時何を出品したかは記録が残っていないが、『並木道』が含まれていたのではないかとされている。
1944年（昭和19年）2月、東京都美術館で開かれた独立美術の展覧会を見に行く。同じ月に、兄が働いていた巣鴨の理研科学映画」で動画を描く仕事を得た。9月、第三回新人画会展を資生堂画廊で3日間開く。3号の板に描かれた『りんご』が出品されたことはわかっているが、その他にもあったかどうかはわからない。この時から、名前を俊介から竣介へ改めるようになった。
これは父勝身の勧めによるものである。一方、同9月、内閣情報局は美術報国会の主催または共催以外の展覧会を禁止する決定を下し、以後、新人画会の展覧会は開けなくなった。また、二科も解散した。その後、新人画会は解散したが、それがいつのことなのか詳しいことはわからない。唯一「全日本美術家に諮る」（次項参照）の中に、解散したことを記す記述が見られるのみである。
米軍による日本本土空襲が激しさを増していた1945年（昭和20年）3月、出産日を翌月に控えた妻の禎子と義母の恒、長男の莞を郷里の松江に疎開させたが、自身は東京に残った。4月10日には長女の洋子が誕生した。5月25日、山の手地区が空襲を受け下落合一帯も焼け野原となったが、竣介の自宅周辺だけは被害を免れた。

### 『全日本美術家に諮る』
敗戦後間もなく、柴田錬三郎が編集していた雑誌の依頼で表紙やカットを描いた。竣介は後に、風刺雑誌『VAN』にカットを描く仕事をしたが、この時の柴田との縁で依頼されたようである。1945年9月、郷里の友人が中学生のための通信教育の会社（育英社、1947年12月に解散）を設立したので、教材の制作や添削の仕事を始めた。同年、舟越保武と故郷の盛岡のデパートで二人展が開かれることになり、20点を仕上げて盛岡へ行く。知り合いが無理をして買ってくれたらしく、絵は存外に売れた。10月になると、戦争画論争が激しかった中、『朝日新聞』に「芸術家の良心」という一文を投稿した。この文章は不採用になったが、この中で、戦争画というテーマ自体は時代を超えた普遍性を持っていることを説いていた。
この頃、松本は麻生三郎や舟越保武と美術家組合の構想を練っており、二科の東郷青児や、行動美術の向井潤吉、美術文化協会の福沢一郎から会員になるよう誘いがあったが全て断った。翌1946年1月、『全日本美術家に諮る』と題して美術家組合の素案を印刷した冊子を、画家だけでなくその他の分野の著名人・知人へ送った。また、日本共産党への入党の勧誘もあったが、それは断った。
一方、当初は手伝う程度だった育英社の仕事だったものが、1946年2月1日からは毎日勤務するようになった。同年4月、息子の莞の入学式に間に合わせるためと家族の引き揚げの相談のために松江に出かけた。東京に戻ってからは、同年の11月に決まっている3人展のための制作に打ち込んだ。この頃から肋骨の痛みや喘息がひどくなり始める。
11月、銀座日動画廊で麻生・舟越との三人展「松本竣介・麻生三郎・舟越保武　油絵・彫刻展覧会」を開き、20点の絵を出品する。この中には、4作目になる『Y市の橋』や『少年像』、風景画『落陽』『市内の橋』『{\displaystyle O}工場地帯』が含まれていたが、最後の3作品は散逸した。

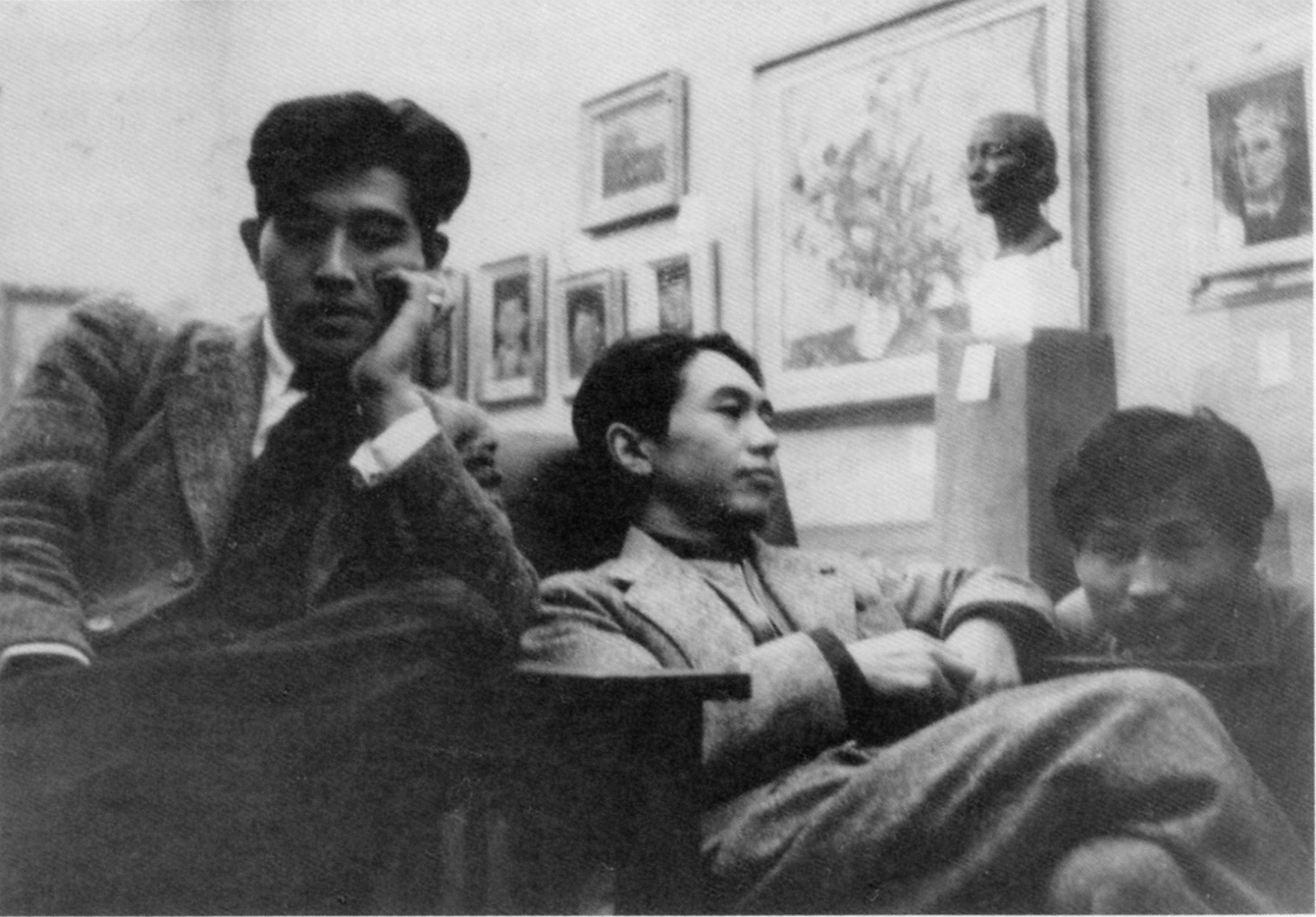
舟越保武・麻生三郎との三人展（1947年）にて。左から舟越、竣介、麻生。

1947年正月には、家族を呼び戻した。この頃には、雑誌の表紙やカットの依頼が入るようになっていた。例えば、南北書園発行の書籍の装丁（小川未明『僕の通るみち』や林芙美子『一粒の葡萄』、芹沢光治良『パリの揺籃』など)、『新岩手夫人』『生活者』といった雑誌の挿絵を描いていた。その後、麻生・鶴岡・井上らとともに、自由美術家協会に加入した。6月に、第1回美術団体連合展（毎日新聞主催）、7月に自由美術家協会の第11回展覧会、10月に岐阜県で、麻生・舟越との三人展に出品した。岐阜での三人展の最中に、長女の洋子が尿毒症で亡くなった。12月に風邪をこじらせクルップ性肺炎にかかり体調を崩したが、翌年の正月には床上げした。

### 逝去
1948年(昭和23年）2月、自由美術の展覧会が終わってから、妻の禎子にフランスの首都パリ移住の意向を伝えた。ほどなくして、次女の京子が誕生した。3月になって胸の苦しみを訴えたが、5月の第2回美術団体連合展の制作を優先させた。その後さらに体調が悪化し、完成した絵を自分で会場に搬入することができず、義妹らによって持ちこまれた。また、展覧会へ赴くこともできなかった。
5月24日、高熱が出たので、友人の澤田哲郎が慶応病院の医者を連れてきた。診察の後、医師は妻の禎子を自宅まで連れて行き、結核であること、心臓が弱っていること、入院による長期療養が必要であることを告げた。入院のための費用が工面できなかったため、しばらくは自宅で療養し薬で落ち着いていたが、6月7日の朝に容態が急変し、翌8日午前11時に死去。

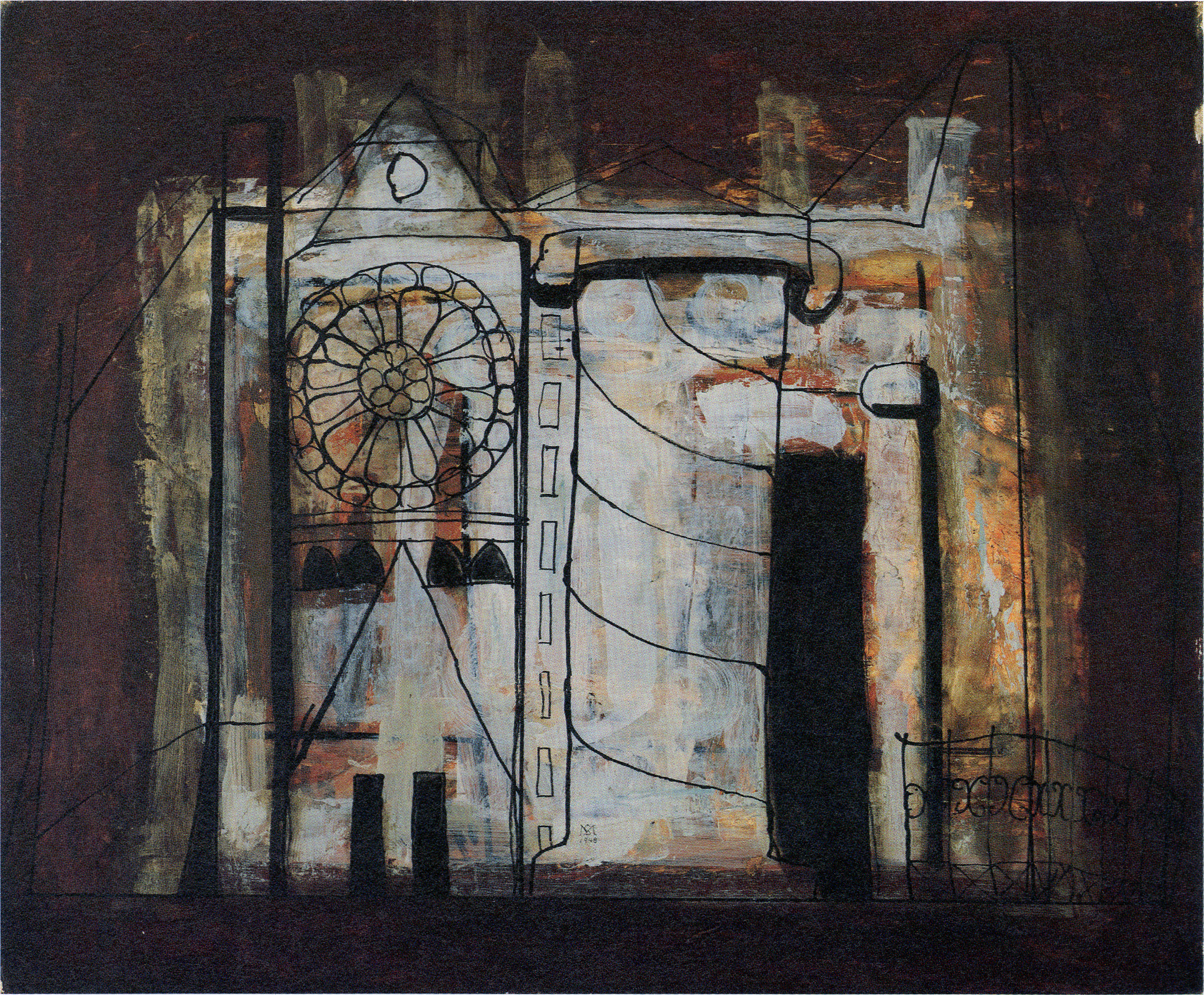
絶筆作の一つ『建物』
東京国立近代美術館蔵

享年三十六歳、戒名は浄心院釋竣亮居士、絶筆は『建物』（1948年5月、油彩・カンヴァス、60.5×73cm、東京国立近代美術館蔵）である。墓所は松江市奥谷町の真光寺で、妻禎子とともに眠っている。

## 没後

### 大川美術館とのかかわり
実業家の大川栄二は松本作品に魅せられたことを機に美術品収集を始めて郷里の群馬県桐生市で1989年に大川美術館を開設し、設計は松本の次男で建築家の松本莞を受け持った。所蔵作品約7500点のうち80点ほどが松本作品である。大川美術館は松本の没後70年と開館30年を記念して、松本の遺族から借り受けた遺品を、松本莞の記憶を合わせて配置する「竣介のアトリエ再見プロジェクト」を始め、2023年6月で終える予定である。

## 作風
竣介は、都会風景を好んで描いた画家として知られる。作品は、青系統の透明な色調のなかに無国籍的な都会風景や人物をモンタージュ風に描いた系列と、茶系統のくすんだ色調で東京や横浜の風景を描いたものの2つの系列があるが、戦時色が濃くなるにつれ、後者のくすんだ色調の風景が多くなる。その他、1947年から1948年にかけての短い期間だが、赤褐色を基調とし、太い線によるキュビズム的作品を描いたが、再び、以前のような線を持つ作品へ戻った。
竣介は、柳瀬正夢編著『無産階級の画家 ゲオルゲ・グロッス』という本を愛読し、社会派のドイツ人画家グロッスの影響を受けたことが知られている。竣介の作品にはグロッスの作品のようなあからさまな社会風刺や思想的なものはほとんど見られないが、線描のタッチからは影響を受けていると考えられる。

## 油彩作品一覧
| 画像 | 作品名                 | 制作年      | 素材・技法             | 寸法（縦x横cm） | 所有者                           | 署名・年記                                                         | 出品展覧会                                    | 備考                                                                                           |
| ---- | ---------------------- | ----------- | ---------------------- | --------------- | -------------------------------- | ------------------------------------------------------------------ | --------------------------------------------- | ---------------------------------------------------------------------------------------------- |
|      | 山王山風景             | 1927年8月   | 油彩・板               | 23.6x32.4       | 神奈川県立近代美術館             | 右下にサイン「―SYUNSUKE―（赤字」、左下に「俊介」朱文長方印（横長） |                                               |                                                                                                |
|      | 盛岡郊外               | 1927年      | 油彩・板               | 22.8x15.6       | 大川美術館                       |                                                                    |                                               |                                                                                                |
|      | 山景（岩手山）         | 1928年      | 油彩・画布             | 53.2x65.4       | 岩手県立美術館                   |                                                                    |                                               |                                                                                                |
|      | 初秋の頃               | 1928年10月  | 油彩・画布             | 68.0x54.0       | 岩手県立美術館                   | 昭和三年九月佐藤俊介画 初秋ノ頃                                    |                                               |                                                                                                |
|      | 自画像                 | 1928年10月  | 油彩・画布             | 68.0x54.0       | 個人                             |                                                                    |                                               |                                                                                                |
|      | 春のスケッチ           | 1929年5月   | 油彩・板               | 23.7x33.0       | 岩手県立美術館                   | 左下に「4.5 俊」・右下に「春ノスケッチ」                           |                                               |                                                                                                |
|      | 風景（晩夏）           | 1929年頃    | 油彩・板               | 15.2x22.5       | 大川美術館                       |                                                                    |                                               |                                                                                                |
|      | 静物（果物）           | 1929年      | 油彩・板               | 19.2x32.9       | 大川美術館                       |                                                                    |                                               |                                                                                                |
|      | 晴れた冬の日           | 1930年1月   | 油彩・板               | 22.0x27.3       | 岩手県立美術館                   |                                                                    |                                               |                                                                                                |
|      | 少女                   | 1930年9月   | 油彩・キャンバスボード | 33.0x24.0       | 岩手県立美術館                   | Shun 1930.2                                                        |                                               |                                                                                                |
|      | 赤い建物               | 1930年頃    | 油彩・板               | 22.0x27.0       | 岩手県立美術館                   |                                                                    |                                               |                                                                                                |
|      | 盛岡の冬               | 1931年1月   | 油彩・板               | 24.2x33.2       | 岩手県立美術館                   | 19□1.1 Shun                                                        |                                               |                                                                                                |
|      | 婦人像（叔母・千代子） | 1931年5月   | 油彩・画布             | 41.0x32.0       | 個人                             | 1931.5（改行）SHUN                                                 |                                               |                                                                                                |
|      | 人物（女の顔）         | 1931年9月   | 油彩・画布             | 53.0x41.0       | 岩手県立美術館                   | SHUN 31.9                                                          |                                               |                                                                                                |
|      | 風景                   | 1931年      | 油彩・板               | 24.3x33.4       | 岩手県立美術館                   | SHUN SATO 1931.10                                                  |                                               |                                                                                                |
|      | 丘の風景               | 1931年頃    | 油彩・板               | 24.0x33.0       | 岩手県立美術館                   | 「S.M」                                                            |                                               | サインは経年の割にくっきりしすぎており、後年に加筆された可能性あり。                           |
|      | 山王の街               | 1933年      | 油彩・板               | 24.3x33.0       | 個人                             | 「S.M」                                                            |                                               |                                                                                                |
|      | 少女                   | 1935年6月   | 油彩・板に紙           | 29.4x21.0       | 個人                             |                                                                    |                                               |                                                                                                |
|      | 建物                   | 1935年      | 油彩・板に紙           | 97.0x130.0      | 神奈川県立近代美術館             |                                                                    | 第22回二科展（1935年9-10月）                  |                                                                                                |
|      | お濠端                 | 1935年      | 油彩・板に紙           | 64.5x96.5       | 個人                             |                                                                    |                                               |                                                                                                |
|      | 家屋                   | 1935年頃    | 油彩・板に紙           | 24.3x33.1       | 個人                             |                                                                    |                                               |                                                                                                |
|      | ビルの横               | 1936年      | 油彩・板               | 26.6x21.3       | 府中市美術館                     |                                                                    |                                               |                                                                                                |
|      | 有楽町駅附近           | 1936年1月   | 油彩・板に紙           | 72.7x90.9       | 岩手県立美術館                   | SHUNSUKE 1936.1                                                    | 第7回NOVA展（1937年1月）                      |                                                                                                |
|      | 婦人像                 | 1936年2月   | 油彩・板に紙           | 33.0x24.0       | 個人                             |                                                                    | 第7回NOVA展（1937年1月）                      |                                                                                                |
|      | 赤い建物               | 1936年      | 油彩・板に紙           | 27.5x35.0       | 福島県立美術館                   | SHUN                                                               |                                               |                                                                                                |
|      | 赤い建物               | 1936年      | 油彩・板               | 26.0x35.0       | 岩手県立美術館                   | S.matumoto                                                         |                                               |                                                                                                |
|      | 少年像                 | 1936年      | 油彩・板               | 41.0x32.0       | 岩手県立美術館                   |                                                                    |                                               |                                                                                                |
|      | 建物                   | 1936年頃    | 油彩・板               | 27.6x34.9       | 岩手県立美術館                   |                                                                    |                                               |                                                                                                |
|      | 母と子                 | 1936年頃    | 油彩・ボール紙         | 26.0x14.5       | 岩手県立美術館                   | S.M                                                                |                                               |                                                                                                |
|      | 婦人像                 | 1936年頃    | 油彩・板に紙           | 26.8x21.2       | 宮城県美術館                     |                                                                    |                                               |                                                                                                |
|      | 郊外                   | 1937年8月   | 油彩・板               | 96.6x130.0      | 宮城県美術館                     | S.MATUMOTO                                                         | 第24回二科展（1937年9-10月）                  |                                                                                                |
|      | 人びと                 | 1937年頃    | 油彩キャンバスボード   | 23.4x30.8       | 岩手県立美術館                   | S.M                                                                |                                               |                                                                                                |
|      | 枯木のある風景         | 1938年1月   | 油彩・板               | 32.0x40.5       | 岩手県立美術館                   | S.matumoto 1938.1                                                  |                                               |                                                                                                |
|      | 立ち話                 | 1937年頃    | 油彩・画布             | 29.2x23.8       | 神奈川県立近代美術館             |                                                                    |                                               |                                                                                                |
|      | 郊外                   | 1938年1月   | 油彩・板               | 52.5x72.5       | 個人                             | S.MATUMOTO 1938                                                    |                                               |                                                                                                |
|      | 街                     | 1938年8月   | 油彩・板               | 131.0x163.0     | 大川美術館                       | MATUMOTO（改行）SHUNSUKE（改行）1938                               |                                               |                                                                                                |
|      | 都会                   | 1938年9月   | 油彩・板               | 31.7x41.0       | 個人                             | MATUMOTO（改行）SHUNSUKE 1938.9                                    |                                               |                                                                                                |
|      | 都会                   | 1939年2月   | 油彩・板に紙           | 72.8×60.6       | 個人                             |                                                                    |                                               |                                                                                                |
|      | 序説                   | 1939年8月   | 油彩・板               | 112.1x161.9     | 岩手県立美術館                   | SHUNSUKE（改行）MATUMOTO（改行）序説 39／8                         | 第26回二科展（1939年9-10月）                  |                                                                                                |
|      | 建物と人               | 1939年11月  | 油彩・板               | 60.5x72.5       | 岩手県立美術館                   | SHUNSUKE（改行）MATUMOTO 39／8 建物と人                            |                                               |                                                                                                |
|      | 夕方                   | 1939年11月  | 油彩・板               | 53.2x72.4       | 個人                             | SHUNSUKE（改行）MATUMOTO（改行）1939.11                            | 第1回六芸会展                                 |                                                                                                |
|      | Ｎ駅近く               | 1940年      | 油彩・画布             | 97.0x131.0      | 個人                             | SHUNSUKE MATUMOTO                                                  | 第2回九室会展（1940年3月）                    |                                                                                                |
|      | 黒い花                 | 1940年2月   | 油彩・板               | 92.0x65.0       | 個人                             | SHUNSUKE（改行）MATUMOTO                                           | 第2回九室会展（1940年3月）                    |                                                                                                |
|      | 茶の風景               | 1940年3月   | 油彩・画布             | 50.0x73.0       | 岩手県立美術館                   | SHUNSUKE（改行）XXXX Ⅲ                                             | 第1回個展（1940年10月）                       |                                                                                                |
|      | 街にて                 | 1940年6月   | 油彩・板               | 45.5x31.0       | 個人                             |                                                                    | 第1回個展（1940年10月）                       |                                                                                                |
|      | 郊外風景               | 1940年7月   | 油彩・画布             | 73.0x91.0       | 岩手県立美術館                   | 2600.7 SHUNSUKE.M                                                  |                                               |                                                                                                |
|      | お濠端                 | 1940年7月   | 油彩・画布             | 65.0x90.0       | 横須賀美術館                     |                                                                    | 第27回二科展（1940年8月）                     | 当時は「お壕端」題で出品                                                                       |
|      | 都会                   | 1940年8月   | 油彩・板               | 121.0x154.5     | 大原美術館                       |                                                                    | 第27回二科展（1940年8月）                     |                                                                                                |
|      | 街にて                 | 1940年9月   | 油彩・板               | 116.5x90.7      | 下関市立美術館                   | SHUNSUKE.M（改行）2600.9                                           | 紀元二千六百年奉祝美術展覧会（1940年10月）    |                                                                                                |
|      | 黒い花                 | 1940年9月   | 油彩・板               | 86.4x60.2       | 岩手県立美術館                   | M.SHUNSUKE                                                         | 第1回個展（1940年10月）                       |                                                                                                |
|      | 青の風景               | 1940年9月   | 油彩・画布             | 53.0x72.5       | 岩手県立美術館                   | M.SHUNSUKE（改行）15.9                                             | 第1回個展（1940年10月）                       |                                                                                                |
|      | 青の風景（少年）       | 1940年9月   | 油彩・板               | 60.5x72.0       | 岩手県立美術館                   |                                                                    | 第1回個展（1940年10月）                       | 当時は「人々（青）」題で出品                                                                   |
|      | 青の風景               | 1940年9月   | 油彩・画布             | 65x90           | 個人                             | 2600.9 SHUNSUKE.M                                                  |                                               |                                                                                                |
|      | 街（自転車）           | 1940年9月   | 油彩・板               | 73.0x91.0       | 岩手県立美術館                   | M.SHUNSUKE 15.9                                                    | 第1回遺作展（1949年7月）                      |                                                                                                |
|      | 人々                   | 1940年9月   | 油彩・板               | 60.5x72.3       | 個人                             | M.SHUNSUKE（改行）15.9                                             |                                               |                                                                                                |
|      | 街                     | 1940年9月   | 油彩・板               | 50.0x72.7       | 宇都宮美術館                     | M.SHUNSUKE（改行）15.9                                             |                                               |                                                                                                |
|      | 街灯のある風景         | 1940年9月   | 油彩・板               | 37.5x45.5       | 個人                             |                                                                    |                                               |                                                                                                |
|      | 構図                   | 1940年9月   | 油彩・板               | 37.5x45.5       | 個人                             | SHUNSUKE.M（改行）2600.9                                           | 松本・麻生・舟越三人展（1946年11月）          |                                                                                                |
|      | 聖橋風景               | 1940年10月  | 油彩・板               | 33.5x45.7       | 個人                             | SHUNSUKE.M（改行）MATUMOTO（改行）2600.10                          |                                               |                                                                                                |
|      | 顔（自画像）           | 1940年12月  | 油彩・板               | 33.0x23.5       | 個人                             |                                                                    | 第28回二科展（1941年9月）                     |                                                                                                |
|      | 青の風景               | 1940年      | 油彩・キャンバスボード | 23.5x33.0       | 大川美術館                       |                                                                    |                                               | 裏面に「風景」が描かれている。                                                                 |
|      | 煙突のある風景         | 1941年3月   | 油彩・板               | 37.5x45.5       | 岩手県立美術館                   | S.MATUMOTO（改行）16.3                                             |                                               |                                                                                                |
|      | ニコライ堂             | 1941年3月   | 油彩・板               | 32.0x41.0       | 広島県立美術館                   |                                                                    |                                               |                                                                                                |
|      | ヴァイオリン弾き       | 1941年4月   | 油彩・キャンバスボード | 27.3x22.0       | 岩手県立美術館                   | 16.4 SHUNSUKE.M                                                    |                                               |                                                                                                |
|      | 構図                   | 1941年      | 油彩・板               | 21.6x27.0       | 個人                             |                                                                    |                                               |                                                                                                |
|      | 構図                   | 1941年5月   | 油彩・厚紙             | 21.7x26.9       | 神奈川県立近代美術館             | S.M.16.5                                                           |                                               |                                                                                                |
|      | 街角（横浜）           | 1941年5月   | 油彩・板               | 22.5x32.0       | 個人                             | S.M 16.5（赤字）                                                   | 第1回舟越・松本二人展（盛岡1941年5月）        |                                                                                                |
|      | 横浜風景               | 1941年5月   | 油彩・板               | 37.0x45.0       | 個人                             | SHUNSUKE.M（改行） 16.5                                            | 第1回舟越・松本二人展（盛岡1941年5月）        |                                                                                                |
|      | R夫人像                | 1941年6月   | 油彩・板               | 46.0x38.0       | 神奈川県立近代美術館             | SHUNSUKE.M（改行）2601.1                                           | 松本・麻生・舟越三人展（1946年11月）          |                                                                                                |
|      | 盛岡風景               | 1941年7月   | 油彩・画布             | 53.2x72.8       | 岩手県立美術館                   | S.M 16.7                                                           | 第1回岩手美術連盟東京展（1941年8月）          |                                                                                                |
|      | 画家の像               | 1941年8月   | 油彩・板               | 162.4x112.7     | 宮城県美術館                     |                                                                    | 第28回二科展（1941年9月）                     |                                                                                                |
|      | 自画像                 | 1941年10月  | 油彩・板               | 33.2x23.8       | 神奈川県立近代美術館             |                                                                    |                                               |                                                                                                |
|      | 自画像                 | 1941年      | 油彩・画布             | 33.6x24.5       | 岩手県立美術館                   |                                                                    |                                               |                                                                                                |
|      | 忠彌先生像             | 1941年      | 油彩・画布             | 31.5x24.5       | 岩手県立美術館                   | M.S 忠髙（?）先生像 10.11（?）                                     |                                               | 同郷の画家・高橋忠彌の肖像                                                                     |
|      | B婦人像                | 1941年      | 油彩・画布             | 33.4x24.3       | 今治市玉川近代美術館             |                                                                    |                                               |                                                                                                |
|      | 婦人像 D               | 1941年      | 油彩・板               | 33.4x24.3       | 大川美術館                       |                                                                    |                                               |                                                                                                |
|      | ニコライ堂と聖橋       | 1941年10月  | 油彩・板               | 37.7x45.0       | 東京国立近代美術館               | M.S（改行）16.10                                                   |                                               |                                                                                                |
|      | 橋（東京駅裏）         | 1941年12月  | 油彩・画布             | 45.5x61.0       | 神奈川県立近代美術館             | MATUMOTO.S（改行）16.12                                            |                                               |                                                                                                |
|      | 市内風景               | 1941年12月  | 油彩・板               | 38.0x46.0       | 個人                             | M.SHUN 16.12                                                       |                                               |                                                                                                |
|      | 白い建物               | 1941年頃    | 油彩・板               | 37.8x45.5       | 宮城県美術館                     |                                                                    |                                               |                                                                                                |
|      | ニコライ堂             | 1941年頃    | 油彩・画布             | 37.8x45.3       | 宮城県美術館                     |                                                                    |                                               |                                                                                                |
|      | ニコライ堂の横の道     | 1941年頃    | 油彩・板               | 38.0x45.5       | 大川美術館                       |                                                                    |                                               |                                                                                                |
|      | 婦人像                 | 1942年1月   | 油彩・板               | 35.0x27.6       | 大川美術館                       |                                                                    | 第2回個展（1942年2月）                        |                                                                                                |
|      | 黒いコート             | 1942年1月   | 油彩・画布             | 70.0x52.0       | 個人                             | M.SHUNSUKE                                                         | 第2回個展（1942年2月）                        |                                                                                                |
|      | 議事堂のある風景       | 1942年1月   | 油彩・画布             | 60.8x91.3       | 岩手県立美術館                   |                                                                    | 第2回個展（1942年2月）                        |                                                                                                |
|      | 駅の裏                 | 1942年1月   | 油彩・画布             | 50.0x60.6       | 三重県立美術館                   | M.SHUNSUKE 17.1                                                    | 第2回個展（1942年2月）                        |                                                                                                |
|      | 駅                     | 1942年1月   | 油彩・板               | 38.0x45.6       | 福島県立美術館                   | M.SHUN                                                             |                                               |                                                                                                |
|      | 習作                   | 1942年1月   | 油彩・画布             | 35.3x27.5       | 岩手県立美術館                   | M.SHUN                                                             |                                               |                                                                                                |
|      | 車庫近く               | 1942年5月   | 油彩・画布             | 33.4x45.5       | 広島県立美術館                   | M.S（筆記体） 17.（改行）5                                         | 第12回自由美術展（第1回遺作展）（1948年10月） |                                                                                                |
|      | 風景                   | 1942年6月   | 油彩・画布             | 38.0x45.3       | 個人                             | M.S 17.6                                                           |                                               |                                                                                                |
|      | 丸内風景               | 1942年9月   | 油彩・画布             | 38.0x45.5       | 花巻市博物館                     |                                                                    | 澤田・舟越・松本三人展（1942年10月）          |                                                                                                |
|      | 工場                   | 1942年      | 油彩・板               | 40.8x31.6       | 神奈川県立近代美術館             |                                                                    | 第2回遺作展（1948年11月）                     |                                                                                                |
|      | 立てる像               | 1942年      | 油彩・画布             | 162.0x130.0     | 神奈川県立近代美術館             | M.SHUNSUKE 17                                                      | 第29回二科展（1942年9月）                     | 同会には《小児像》も出品されたが、こちらは現在所在不明で白黒の絵葉書でしか詳細が確認できない。 |
|      | Y市の橋                | 1942年      | 油彩・画布             | 37.8x45.6       | 岩手県立美術館                   | SHUN M 17                                                          |                                               |                                                                                                |
|      | 塔のある風景           | 1942年      | 油彩・画布             | 37.8x45.7       | 個人                             | SHUN M 17                                                          |                                               |                                                                                                |
|      | セーラー服の少女       | 1942年      | 油彩・板               | 35.4x27.5       | 個人（三重県立美術館寄託）       |                                                                    | 第2回遺作展（1948年11月）                     |                                                                                                |
|      | 少女                   | 1942年12月  | 油彩・画布             | 27.5x21.9       | 個人                             | matumoto.s. 17.12                                                  |                                               |                                                                                                |
|      | 少年                   | 1942年頃    | 油彩・板               | 22.5x15.6       | 大川美術館寄託                   |                                                                    |                                               |                                                                                                |
|      | 子供                   | 1943年2月   | 油彩・画布             | 33.4x24.2       | 京都国立近代美術館               |                                                                    |                                               |                                                                                                |
|      | 鉄橋付近               | 1943年3月   | 油彩・画布             | 34.3x59.8       | 島根県立美術館                   | m.Shun（筆記体）（改行）18.3                                       | 第1回新人画会展（1943年4月）                  |                                                                                                |
|      | 運河風景               | 1943年      | 油彩・画布             | 45.5x61.0       | アーティゾン美術館               | MATSUMOTO-S                                                        | 第1回新人画会展（1943年4月）                  |                                                                                                |
|      | 子ども                 | 1943年4月   | 油彩・画布             | 33x24.2         | 個人（大川美術館寄託）           | m Shun（筆記体）（改行）18.4                                       |                                               |                                                                                                |
|      | 少年                   | 1943年7月   | 油彩・画布             | 22.0x15.0       | 個人                             | ms（改行）18.7                                                     |                                               |                                                                                                |
|      | 水を飲む子ども         | 1943年頃    | 油彩・板               | 33.0x23.9       | 岩手県立美術館                   |                                                                    |                                               |                                                                                                |
|      | 三人                   | 1943年      | 油彩・画布             | 162.0x113.0     | 個人（和歌山県立近代美術館寄託） | 1943年                                                             | 第30回二科展（1943年9月）                     |                                                                                                |
|      | 五人                   | 1943年      | 油彩・画布             | 162.0x130.0     | 個人                             |                                                                    |                                               |                                                                                                |
|      | Y市の橋                | 1943年      | 油彩・画布             | 61.0x73.0       | 東京国立近代美術館               |                                                                    | 第2回新人画会展（1943年11月）                 | 当時は「運河風景」題で出品                                                                     |
|      | 婦人像                 | 1943年      | 油彩・画布             | 26.5x21.0       | 岩手県立美術館                   | m.s 18.7                                                           |                                               |                                                                                                |
|      | 風景（志賀高原）       | 1943年      | 油彩・紙               | 32.3x41.5       | 大川美術館                       |                                                                    |                                               |                                                                                                |
|      | 並木道                 | 1943年頃    | 油彩・画布             | 33.0x41.0       | 東京国立近代美術館               |                                                                    | 第2回新人画会展（1943年11月）                 |                                                                                                |
|      | 駅                     | 1943年頃    | 油彩・画布             | 31.5x41.0       | 個人                             |                                                                    |                                               |                                                                                                |
|      | 自画像                 | 1943年頃    | 油彩・板               | 27.3x22.2       | 大川美術館                       |                                                                    |                                               |                                                                                                |
|      | 顔の研究（踏切番の男） | 1943年頃    | 油彩・画布             | 16.0x23.0       | 岩手県立美術館                   |                                                                    | 遺作展（1949年6月）                           | 当時は「顔の研究」題で出品                                                                     |
|      | 人物                   | 1943-44年頃 | 油彩・キャンバスボード | 17.7x13.5       | 大川美術館寄託                   |                                                                    |                                               |                                                                                                |
|      | 女                     | 1943-44年頃 | 油彩・キャンバスボード | 32.8x23.7       | 個人                             |                                                                    |                                               |                                                                                                |
|      | 顔                     | 1943-44年頃 | 油彩・厚紙             | 32.8x23.5       | ウッドワン美術館俊（赤字）       |                                                                    |                                               |                                                                                                |
|      | 鉄橋近く               | 1944年1月   | 油彩・画布             | 45.5x53.0       | 岩手県立美術館                   |                                                                    |                                               |                                                                                                |
|      | 北村氏肖像             | 1944年1月   | 油彩・画布             | 45.5x38.2       | 神奈川県立近代美術館             | MS 19.1                                                            |                                               |                                                                                                |
|      | 北村氏夫人肖像         | 1944年1月   | 油彩・画布             | 45.7x38.2       | 神奈川県立近代美術館             | MS 19.1                                                            |                                               |                                                                                                |
|      | りんご                 | 1944年9月   | 油彩・板               | 27.3x21.5       | 法人                             |                                                                    | 第3回新人画会展（1944年9月）                  |                                                                                                |
|      | Y市の橋                | 1944年頃    | 油彩・画布             | 65.0x80.5       | 個人                             |                                                                    |                                               |                                                                                                |
|      | 工場                   | 1944年頃    | 油彩・画布             | 33.0x53.0       | 個人                             |                                                                    | 第3回新人画会展（1944年9月）                  |                                                                                                |
|      | 少年（子どもの顔）     | 1943-44年頃 | 油彩・画布             | 27.7x22.2       | 大川美術館                       |                                                                    |                                               |                                                                                                |
|      | 象                     | 1943-46年頃 | 油彩・画布             | 14.0x18.0       | 神奈川県立近代美術館             |                                                                    | 松本・麻生・舟越三人展（1946年11月）          |                                                                                                |
|      | 牛                     | 1943-46年頃 | 油彩・画布             | 13.7x18.0       | 神奈川県立近代美術館             |                                                                    | 松本・麻生・舟越三人展（1946年11月）          |                                                                                                |
|      | 蒸気機関車             | 1943-46年頃 | 油彩・画布             | 14.0x18.0       | 神奈川県立近代美術館             |                                                                    | 松本・麻生・舟越三人展（1946年11月）          |                                                                                                |
|      | Y市の橋                | 1946年      | 油彩・画布             | 41.0x53.0       | 京都国立近代美術館               |                                                                    | 松本・麻生二人展（岐阜1947年10月）            |                                                                                                |
|      | S少女                  | 1946年      | 油彩・画布             | 45.4x37.8       | 岩手県立美術館                   |                                                                    | 松本・麻生・舟越三人展（1946年11月）          |                                                                                                |
|      | 人物（女の横顔）       | 1946年      | 油彩・板               | 41.5x31.0       | 岩手県立美術館                   |                                                                    |                                               |                                                                                                |
|      | 少年                   | 1946年      | 油彩・板               | 27.3x22.0       | 岩手県立美術館                   |                                                                    |                                               |                                                                                                |
|      | 少年                   | 1946年      | 油彩・画布             | 33.3x24.8       | 個人                             |                                                                    |                                               |                                                                                                |
|      | K夫人                  | 1946年      | 油彩・板               | 35.5x26.0       | 個人                             |                                                                    | 松本・麻生・舟越三人展（1946年11月）          |                                                                                                |
|      | A夫人                  | 1946年頃    | 油彩・画布             | 35.5x27.5       | 個人                             |                                                                    | 松本・麻生・舟越三人展（1946年11月）          |                                                                                                |
|      | 婦人像 C               | 1946年頃    | 油彩・画布             | 32.0x23.0       | 大川美術館                       |                                                                    |                                               |                                                                                                |
|      | 女                     | 1946年頃    | 油彩・画布             | 40.6x32.0       | 岩手県立美術館                   |                                                                    |                                               |                                                                                                |
|      | 婦人像                 | 1946年頃    | 油彩・板               | 27.0x21.5       | 個人                             |                                                                    |                                               |                                                                                                |
|      | 焼跡風景               | 1946年頃    | 油彩・画布             | 23.6x53.2       | 中野美術館                       | MATSU.S.                                                           | 松本・麻生二人展（岐阜1947年10月）            |                                                                                                |
|      | 郊外（焼跡風景）       | 1946-47年   | 油彩・画布             | 27.3x45.5       | 岩手県立美術館                   |                                                                    |                                               |                                                                                                |
|      | 神田付近               | 1946-47年   | 油彩・板               | 24.0x33.0       | 個人                             | MATSU.-S.                                                          |                                               |                                                                                                |
|      | パイプ                 | 1947年      | 油彩・画布             | 72.6x60.6       | 岩手県立美術館                   |                                                                    | 第11回自由美術展（1947年7月）                 |                                                                                                |
|      | 人                     | 1947年      | 油彩・画布             | 116.2x90.5      | 岩手県立美術館                   |                                                                    | 第11回自由美術展（1947年7月）                 | 当時は「画家の像」題で出品                                                                     |
|      | 少女                   | 1947年      | 油彩・板               | 44.3x37.5       | 神奈川県立近代美術館             |                                                                    | 第11回自由美術展（1947年7月）                 |                                                                                                |
|      | 裸婦                   | 1947年      | 油彩・画布             | 22.7x15.8       | 岩手県立美術館                   |                                                                    |                                               |                                                                                                |
|      | 裸婦                   | 1947年      | 油彩・画布             | 45.7x38.0       | 東京国立近代美術館               |                                                                    |                                               |                                                                                                |
|      | 人                     | 1947年      | 油彩・画布             | 90.5x72.5       | 宮城県美術館                     |                                                                    |                                               |                                                                                                |
|      | 建物                   | 1947年      | 油彩・画布             | 27.2x35.0       | 岩手県立美術館                   |                                                                    |                                               |                                                                                                |
|      | 顔                     | 1947年      | 油彩・板               | 33.0x21.0       | 岩手県立美術館                   | M.SHUN                                                             |                                               |                                                                                                |
|      | ニコライ堂の裏口       | 1947年      | 油彩・画布             | 37x45           | 個人                             |                                                                    |                                               |                                                                                                |
|      | 工場風景               | 1947年頃    | 油彩・画布             | 31.3x40.8       | 個人                             |                                                                    | 松本・麻生二人展（岐阜1947年10月）            |                                                                                                |
|      | 風景（駅の裏口）       | 1947年頃    | 油彩・板               | 23.5x32.5       | 法人                             | MATSU.-S                                                           |                                               |                                                                                                |
|      | ニコライ堂付近         | 1947年頃    | 油彩・画布             | 33.0x45.5       | 個人                             |                                                                    |                                               |                                                                                                |
|      | 塔のある風景           | 1947年頃    | 油彩・画布             | 45.0x59.0       | 岩手県立美術館                   |                                                                    |                                               |                                                                                                |
|      | 塔のある風景           | 1947年頃    | 油彩・画布             | 37.5x45.2       | メナード美術館                   | MAtsu.-S.                                                          |                                               |                                                                                                |
|      | 子ども                 | 1947年頃    | 油彩・画布             | 45.0x37.0       | 岩手県立美術館                   |                                                                    |                                               |                                                                                                |
|      | 建物                   | 1947年頃    | 油彩・板               | 37.9x45.5       | 三重県立美術館                   |                                                                    |                                               |                                                                                                |
|      | 習作（陸橋）           | 1947年頃    | 油彩・画布             | 24.2x33.3       | 個人                             |                                                                    |                                               |                                                                                                |
|      | 構図                   | 1948年      | 油彩・板               | 23.8x33.0       | 個人                             |                                                                    |                                               |                                                                                                |
|      | ランプ                 | 1948年      | 油彩・厚紙             | 27.0x22.0       | 個人                             |                                                                    | 自由美術新作展（1948年2月）                   |                                                                                                |
|      | せみ                   | 1948年3月   | 油彩・板               | 16.0x22.0       | 個人                             |                                                                    |                                               |                                                                                                |
|      | 汽車                   | 1948年頃    | 油彩・画布             | 45.5x46.0       | 岩手県立美術館                   |                                                                    |                                               |                                                                                                |
|      | 少年                   | 1948年頃    | 油彩・板               | 32.0x24.0       | 個人                             |                                                                    |                                               |                                                                                                |
|      | 彫刻と女               | 1948年5月   | 油彩・画布             | 116.8x91.0      | 福岡市美術館                     |                                                                    | 第2回美術団体連合会（1948年5-6月）            | 絶筆の1つ                                                                                      |
|      | 建物                   | 1948年5月   | 油彩・画布             | 60.5x73.0       | 東京国立近代美術館               |                                                                    | 第2回美術団体連合会（1948年5-6月）            | 絶筆の1つ                                                                                      |
|      | 建物（青）             | 1948年5月   | 油彩・画布             | 24.0x33.0       | 大川美術館                       |                                                                    | 第2回美術団体連合会（1948年5-6月）            | 絶筆の1つ                                                                                      |